# Metoksyfenamina
Metoksyfenamina (łac. methoxyphenaminum) – wielofunkcyjny organiczny związek chemiczny, pochodna amfetaminy, o działaniu sympatykomimetycznym, działający nieselektywnie na receptory adrenergiczne β, stosowany w przeszłości jako lek rozszerzający oskrzela i przeciwalergiczny.
Metoksyfenamina została po raz pierwszy zsyntetyzowana w 1940 roku w laboratoriach firmy Upjohn przez zespół pod kierunkiem E.H. Woodruffa.
Obecnie znajduje się na liście leków zakazanych Światowej Agencji Antydopingowej (WADA).